# Wattener Sportgemeinschaft Tirol 2022-2023
Questa voce raccoglie le informazioni riguardanti il Wattener Sportgemeinschaft Tirol nelle competizioni ufficiali della stagione 2022-2023.

## Stagione
Nella stagione 2022-2023 il WSG Tirol, allenato da Thomas Silberberger, concluse il campionato di Bundesliga al 9º posto. In ÖFB-Cup il WSG Tirol fu eliminato agli ottavi di finale dal Rapid Vienna.

## Rosa
| N. |                      | Ruolo | Calciatore           |
| -- | -------------------- | ----- | -------------------- |
| 1  | Austria (bandiera)   | P     | Paul Schermer        |
| 4  | Austria (bandiera)   | C     | Valentino Müller     |
| 5  | Austria (bandiera)   | D     | Felix Bacher         |
| 6  | Austria (bandiera)   | D     | Lukas Sulzbacher     |
| 7  | Austria (bandiera)   | A     | Thomas Sabitzer      |
| 8  | Austria (bandiera)   | C     | Kilian Bauernfeind   |
| 10 | Danimarca (bandiera) | C     | Bror Blume           |
| 11 | Argentina (bandiera) | A     | Lautaro Rinaldi      |
| 13 | Austria (bandiera)   | P     | Benjamin Ožegović    |
| 14 | Austria (bandiera)   | C     | Alexander Ranacher   |
| 16 | Austria (bandiera)   | D     | Osarenren Okungbowa  |
| 17 | Austria (bandiera)   | C     | Johannes Naschberger |
| 18 | Austria (bandiera)   | A     | Denis Tomic          |
| 19 | Austria (bandiera)   | A     | Justin Forst         |

| N. |                     | Ruolo | Calciatore         |
| -- | ------------------- | ----- | ------------------ |
| 20 | Austria (bandiera)  | C     | Cem Üstündag       |
| 21 | Slovenia (bandiera) | C     | Žan Rogelj         |
| 22 | Austria (bandiera)  | C     | Florian Tipotsch   |
| 23 | Austria (bandiera)  | C     | Stefan Skrbo       |
| 25 | Germania (bandiera) | P     | Ferdinand Oswald   |
| 26 | Austria (bandiera)  | D     | Dominik Štumberger |
| 27 | Austria (bandiera)  | D     | David Jaunegg      |
| 28 | Austria (bandiera)  | C     | Thomas Geris       |
| 30 | Austria (bandiera)  | D     | Raffael Behounek   |
| 33 | Svezia (bandiera)   | A     | Tim Prica          |
| 35 | Italia (bandiera)   | P     | Simon Beccari      |
| 44 | Germania (bandiera) | D     | Kofi Schulz        |
| 77 | Austria (bandiera)  | C     | Julius Ertlthaler  |
| 98 | Slovenia (bandiera) | C     | Sandi Ogrinec      |

## Organigramma societario
Area tecnica
- Allenatore: Thomas Silberberger
- Allenatore in seconda: Manuel Ludwiger, Martin Švejnoha
- Preparatore dei portieri: Simon Beccari, Hermann Steinlechner
- Preparatori atletici: Andreas Gerg

## Calciomercato

### Sessione estiva
| Acquisti | Acquisti            | Acquisti            | Acquisti |
| R.       | Nome                | da                  | Modalità |
| -------- | ------------------- | ------------------- | -------- |
| D        | Osarenren Okungbowa | Kickers Offenbach   |          |
| A        | Nik Prelec          | Sampdoria           |          |
| C        | Kilian Bauernfeind  | Dornbirn            |          |
| C        | Thomas Geris        | WSG Tirol II        |          |
| D        | David Jaunegg       | LASK Amateure OÖ    |          |
| A        | Lautaro Rinaldi     | Aldosivi            |          |
| D        | Lukas Sulzbacher    | Rapid Vienna        |          |
| C        | Florian Tipotsch    | Tirol Innsbruck U18 |          |
| C        | Cem Üstündag        | WSG Tirol II        |          |

| Cessioni | Cessioni        | Cessioni    | Cessioni |
| R.       | Nome            | a           | Modalità |
| -------- | --------------- | ----------- | -------- |
| D        | Mario Andric    | Kufstein    |          |
| A        | Tobias Anselm   | LASK        |          |
| D        | Maxime Awoudja  | Stoccarda   |          |
| A        | Felix Kerber    | Dornbirn    |          |
| A        | Thomas Sabitzer | LASK        |          |
| A        | Giacomo Vrioni  | Juventus II |          |
| C        | Markus Wallner  | Horn        |          |

### Sessione invernale
| Acquisti | Acquisti | Acquisti | Acquisti |
| R.       | Nome     | da       | Modalità |
| -------- | -------- | -------- | -------- |

| Cessioni | Cessioni   | Cessioni | Cessioni |
| R.       | Nome       | a        | Modalità |
| -------- | ---------- | -------- | -------- |
| A        | Nik Prelec | Cagliari |          |

## Risultati

### Bundesliga

#### Girone di andata
| Arbitro: | Harkam |

|                         |           |                  |
| Schmid 11’ Anderson 59’ | Marcatori | 87’ (rig.) Prica |

| Arbitro: | Ebner |

|                              |           |           |
| Ogrinec 45’ Prica 55’ (rig.) | Marcatori | 37’ Aydın |

| Arbitro: | Jäger |

|               |           |                                |
| Prica 8’, 12’ | Marcatori | 90’ Arweiler 90’ (rig.) Wimmer |

| Arbitro: | Kijas |

|                        |           |           |
| Tabaković 20’ Fitz 49’ | Marcatori | 58’ Prica |

| Arbitro: | Grobelnik |

|              |           |                        |
| Plavotić 32’ | Marcatori | 48’ Ogrinec 84’ Rogelj |

| Arbitro: | Schüttengruber |

|           |           |                                |
| Rogelj 5’ | Marcatori | 15’ Jasic 60’ Boakye 90’ Ballo |

| Arbitro: | Lechner |

|                       |           |  |
| Okafor 13’ Diarra 79’ | Marcatori |  |

| Innsbruck 10 settembre 2022, ore 17:00 CEST 8ª giornata | WSG Tirol | 0 – 0 referto | Altach | Tivoli-Neu Stadion (1 704 spett.)\| Arbitro: \| Jäger \| |
| Arbitro:                                                | Jäger     |               |        |                                                          |

| Arbitro: | Ciochirca |

|             |           |                                 |
| Nakamura 3’ | Marcatori | 5’, 41’, 63’ Prelec 45’ Rinaldi |

| Arbitro: | Kijas |

|  |           |                                                                 |
|  | Marcatori | 45’, 57’ (rig.) Burgstaller 52’ Grüll 78’ Druijf 81’ Zimmermann |

| Arbitro: | Talic |

|                           |           |            |
| Stanković 17’ Schnegg 38’ | Marcatori | 20’ Schulz |

#### Girone di ritorno
| Arbitro: | Lechner |

|                                            |           |                         |
| Schulz 14’ Ogrinec 28’ Sabitzer 37’ (rig.) | Marcatori | 49’ Schmid 90’ Anderson |

| Arbitro: | Spurny |

|             |           |                                                     |
| Fadinger 8’ | Marcatori | 34’, 57’ Prelec 36’ Sulzbacher 89’ Rogelj 90’ Prica |

| Arbitro: | Schüttengruber |

|               |           |                                     |
| Pink 44’, 76’ | Marcatori | 2’ Sabitzer 42’ Ranacher 90’ Müller |

| Innsbruck 6 novembre 2022, ore 14:30 CET 15ª giornata | WSG Tirol    | 0 – 0 referto | Austria Vienna | Tivoli-Neu Stadion (3 075 spett.)\| Arbitro: \| Muckenhammer \| |
| Arbitro:                                              | Muckenhammer |               |                |                                                                 |

| Arbitro: | Spurny |

|                       |           |  |
| Müller 36’ Prelec 38’ | Marcatori |  |

| Arbitro: | Harkam |

|            |           |                        |
| Baribo 87’ | Marcatori | 62’ Prica 70’ Sabitzer |

| Arbitro: | Sadikovski |

|           |           |                                        |
| Tomic 90’ | Marcatori | 44’ (aut.) Schulz 56’ Šeško 85’ Konaté |

| Altach 26 febbraio 2023, ore 14:30 CET 19ª giornata | Altach | 0 – 0 referto | WSG Tirol | Cashpoint-Arena (3 824 spett.)\| Arbitro: \| Ebner \| |
| Arbitro:                                            | Ebner  |               |           |                                                       |

| Arbitro: | Spurny |

|                      |           |                                    |
| Forst 45’ Müller 46’ | Marcatori | 22’ Mustapha 34’ Nakamura 90’ Žulj |

| Arbitro: | Hameter |

|                            |           |  |
| Strunz 74’ Burgstaller 86’ | Marcatori |  |

| Arbitro: | Schüttengruber |

|  |           |                      |
|  | Marcatori | 66’ Emegha 88’ Ajeti |

### Poule retrocessione

#### Girone di andata
| Arbitro: | Jäger |

|             |           |  |
| Bischof 59’ | Marcatori |  |

| Arbitro: | Lechner |

|                                                    |           |  |
| Sabitzer 1’ Bacher 19’ Ertlthaler 23’ Behounek 90’ | Marcatori |  |

| Arbitro: | Kijas |

|              |           |           |
| Plavotić 43’ | Marcatori | 28’ Prica |

| Arbitro: | Harkam |

|  |           |                                   |
|  | Marcatori | 56’ (rig.) Fridrikas 76’ Anderson |

| Arbitro: | Spurny |

|                  |           |             |
| Prica 10’ (rig.) | Marcatori | 90’ Avdijaj |

#### Girone di ritorno
| Arbitro: | Lechner |

|                                                                   |           |  |
| Providence 6’, 34’ Bacher 9’ (aut.) Avdijaj 39’ (rig.) Prokop 65’ | Marcatori |  |

| Arbitro: | Hameter |

|                |           |           |
| Ertlthaler 37’ | Marcatori | 1’ Chabbi |

| Arbitro: | Talic |

|                                     |           |                                                                |
| Fridrikas 60’ (rig.) Surdanovic 62’ | Marcatori | 34’ Naschberger 43’ Štumberger 49’ (aut.) Grujcic 51’ Ranacher |

| Arbitro: | Harkam |

|                |           |  |
| Ballo 33’, 43’ | Marcatori |  |

| Arbitro: | Schüttengruber |

|             |           |               |
| Ranacher 8’ | Marcatori | 79’ Schreiner |

### ÖFB-Cup
| Arbitro: | Lechner |

|           |           |                               |
| Bucur 63’ | Marcatori | 71’ Behounek 105’, 109’ Forst |

| Arbitro: | Ebner |

|  |           |                                                 |
|  | Marcatori | 20’, 33’ Rinaldi 44’ Schulz 66’ Forst 79’ Tomic |

| Arbitro: | Gishamer |

|              |           |                                                   |
| Sabitzer 36’ | Marcatori | 6’ Grüll 74’ Kerschbaum 76’ Druijf 84’ Zimmermann |

## Statistiche

### Statistiche di squadra
| Competizione        | Punti | In casa | In casa | In casa | In casa | In casa | In casa | In trasferta | In trasferta | In trasferta | In trasferta | In trasferta | In trasferta | Totale | Totale | Totale | Totale | Totale | Totale | DR |
| Competizione        | Punti | G       | V       | N       | P       | Gf      | Gs      | G            | V            | N            | P            | Gf           | Gs           | G      | V      | N      | P      | Gf     | Gs     | DR |
| ------------------- | ----- | ------- | ------- | ------- | ------- | ------- | ------- | ------------ | ------------ | ------------ | ------------ | ------------ | ------------ | ------ | ------ | ------ | ------ | ------ | ------ | -- |
| Bundesliga          | 28    | 11      | 3       | 3       | 5       | 13      | 21      | 11           | 5            | 1            | 5            | 19           | 16           | 22     | 8      | 4      | 10     | 32     | 37     | -5 |
| Poule retrocessione | -     | 5       | 1       | 3       | 1       | 7       | 5       | 5            | 1            | 1            | 3            | 5            | 11           | 10     | 2      | 4      | 4      | 12     | 16     | -4 |
| ÖFB-Cup             | -     | 1       | 0       | 0       | 1       | 1       | 4       | 2            | 2            | 0            | 0            | 8            | 1            | 3      | 2      | 0      | 1      | 9      | 5      | +4 |
| Totale              | 28    | 17      | 4       | 6       | 7       | 21      | 30      | 18           | 8            | 2            | 8            | 32           | 28           | 35     | 12     | 8      | 15     | 53     | 58     | -5 |

### Andamento in campionato
| Giornata  | 1 | 2 | 3 | 4 | 5 | 6 | 7 | 8 | 9 | 10 | 11 | 12 | 13 | 14 | 15 | 16 | 17 | 18 | 19 | 20 | 21 | 22 |
| --------- | - | - | - | - | - | - | - | - | - | -- | -- | -- | -- | -- | -- | -- | -- | -- | -- | -- | -- | -- |
| Luogo     | T | C | C | T | T | C | T | C | T | C  | T  | C  | T  | T  | C  | C  | T  | C  | T  | C  | T  | C  |
| Risultato | P | V | N | P | V | P | P | N | V | P  | P  | V  | V  | V  | N  | V  | V  | P  | N  | P  | P  | P  |
| Posizione | 8 | 5 | 6 | 6 | 6 | 6 | 7 | 8 | 8 | 9  | 9  | 8  | 6  | 4  | 5  | 5  | 4  | 5  | 5  | 6  | 7  | 7  |

Legenda:

Luogo: C = Casa; T = Trasferta. Risultato: V = Vittoria; N = Pareggio; P = Sconfitta.

### Statistiche dei giocatori
| Giocatore      | ÖFB-Cup  | ÖFB-Cup | ÖFB-Cup     | ÖFB-Cup    | Bundesliga | Bundesliga | Bundesliga  | Bundesliga | Totale   | Totale | Totale      | Totale     |
| Giocatore      | Presenze | Reti    | Ammonizioni | Espulsioni | Presenze   | Reti       | Ammonizioni | Espulsioni | Presenze | Reti   | Ammonizioni | Espulsioni |
| -------------- | -------- | ------- | ----------- | ---------- | ---------- | ---------- | ----------- | ---------- | -------- | ------ | ----------- | ---------- |
| F. Bacher      | 3        | 0       | 0           | 0          | 20         | 0          | 3           | 2          | 23       | 0      | 3           | 2          |
| K. Bauernfeind | 0        | 0       | 0           | 0          | 1          | 0          | 0           | 0          | 1        | 0      | 0           | 0          |
| S. Beccari     | 0        | 0       | 0           | 0          | 0          | 0          | 0           | 0          | 0        | 0      | 0           | 0          |
| R. Behounek    | 3        | 1       | 2           | 0          | 21         | 0          | 5           | 0          | 24       | 1      | 7           | 0          |
| B. Blume       | 3        | 0       | 0           | 0          | 18         | 0          | 2           | 0          | 21       | 0      | 2           | 0          |
| J. Ertlthaler  | 0        | 0       | 0           | 0          | 8          | 0          | 2           | 0          | 8        | 0      | 2           | 0          |
| J. Forst       | 3        | 3       | 0           | 0          | 16         | 1          | 0           | 0          | 19       | 4      | 0           | 0          |
| T. Geris       | 0        | 0       | 0           | 0          | 0          | 0          | 0           | 0          | 0        | 0      | 0           | 0          |
| D. Jaunegg     | 1        | 0       | 0           | 0          | 0          | 0          | 0           | 0          | 1        | 0      | 0           | 0          |
| V. Müller      | 3        | 0       | 0           | 0          | 21         | 3          | 4           | 0          | 24       | 3      | 4           | 0          |
| J. Naschberger | 2        | 0       | 0           | 0          | 18         | 0          | 2           | 0          | 20       | 0      | 2           | 0          |
| S. Ogrinec     | 2        | 0       | 0           | 0          | 18         | 3          | 3           | 0          | 20       | 3      | 3           | 0          |
| O. Okungbowa   | 1        | 0       | 0           | 0          | 10         | 0          | 0           | 0          | 11       | 0      | 0           | 0          |
| F. Oswald      | 1        | 0       | 0           | 0          | 22         | 0          | 1           | 0          | 23       | 0      | 1           | 0          |
| B. Ožegović    | 2        | 0       | 0           | 0          | 0          | 0          | 0           | 0          | 2        | 0      | 0           | 0          |
| N. Prelec      | 2        | 0       | 0           | 0          | 13         | 6          | 3           | 0          | 15       | 6      | 3           | 0          |
| T. Prica       | 3        | 0       | 0           | 0          | 20         | 7          | 3           | 0          | 23       | 7      | 3           | 0          |
| A. Ranacher    | 3        | 0       | 1           | 0          | 17         | 1          | 2           | 0          | 20       | 1      | 3           | 0          |
| L. Rinaldi     | 2        | 2       | 0           | 0          | 10         | 1          | 2           | 0          | 12       | 3      | 2           | 0          |
| Ž. Rogelj      | 2        | 0       | 1           | 0          | 21         | 3          | 1           | 0          | 23       | 3      | 2           | 0          |
| T. Sabitzer    | 1        | 1       | 0           | 0          | 14         | 3          | 1           | 0          | 15       | 4      | 1           | 0          |
| P. Schermer    | 0        | 0       | 0           | 0          | 0          | 0          | 0           | 0          | 0        | 0      | 0           | 0          |
| K. Schulz      | 3        | 1       | 0           | 0          | 22         | 2          | 2           | 0          | 25       | 3      | 2           | 0          |
| S. Skrbo       | 0        | 0       | 0           | 0          | 3          | 0          | 1           | 0          | 3        | 0      | 1           | 0          |
| L. Sulzbacher  | 2        | 0       | 0           | 0          | 19         | 1          | 5           | 0          | 21       | 1      | 5           | 0          |
| F. Tipotsch    | 0        | 0       | 0           | 0          | 0          | 0          | 0           | 0          | 0        | 0      | 0           | 0          |
| D. Tomic       | 2        | 1       | 1           | 0          | 13         | 1          | 1           | 0          | 15       | 2      | 2           | 0          |
| C. Üstündag    | 1        | 0       | 0           | 0          | 2          | 0          | 0           | 0          | 3        | 0      | 0           | 0          |
| D. Štumberger  | 2        | 0       | 0           | 0          | 13         | 0          | 2           | 0          | 15       | 0      | 2           | 0          |